# Matthias Wien
Matthias Wien, auch Matti Wien (* 22. April 1963 in Erfurt) ist ein deutscher Schauspieler und Theaterregisseur.

## Leben
Nach einem Studium an der Hochschule für Schauspielkunst „Ernst Busch“ Berlin hatte Matthias Wien unter anderem Verpflichtungen am Berliner Ensemble und den Staatstheatern Schwerin, Cottbus und Nürnberg. Seit Beginn der 2000er-Jahre ist Wien Ensemblemitglied des Berliner Kriminal Theaters, dort stand und steht er in zahlreichen Inszenierungen auf der Bühne, zum Beispiel in den Agatha-Christie-Stücken Die Mausefalle und Der Tod auf dem Nil nach dem gleichnamigen Roman, in dem Gerichtsstück Die 12 Geschworenen nach Reginald Rose oder Der Seelenbrecher nach dem Roman von Sebastian Fitzek. Regie führte er am Kriminal Theater unter anderem in den Stücken Das Mörderkarussell und Bis zum Äußersten.
Eine seiner ersten Fernsehrollen hatte Wien 1983 in einer Folge der Krimireihe Polizeiruf 110. Es folgten Gastrollen in zahlreichen bekannten Serien. 1989 stand er in einer Hauptrolle in dem Film Zwei schräge Vögel in einer der letzten DEFA-Produktionen vor der Kamera.
Matthias Wien ist der Sohn des Schauspielers Dieter Wien, sein jüngerer Bruder Fabian Oscar übt denselben Beruf aus. In der Spielzeit 2003/04 spielte er in dem Stück Der Name der Rose nach dem Roman von Umberto Eco gemeinsam mit Vater und Bruder bei der Tourneebühne Theater des Ostens. Zwölf Jahre war Wien mit seiner Berufskollegin Gerit Kling liiert und hat mit ihr einen gemeinsamen Sohn.

## Filmografie
- 1982: Das Graupenschloß
- 1982: Konrads Erbtanten
- 1983: Polizeiruf 110 – Es ist nicht immer Sonnenschein
- 1988: Einer trage des anderen Last …
- 1989: Der Bruch
- 1989: Zwei schräge Vögel
- 1990: König Phantasios
- 1990: Wilhelm Tell
- 1991: Der Staatsanwalt hat das Wort – Verliebt – verloren
- 1991: Der Verdacht
- 1994: Liebling Kreuzberg – Berlin ist ein Dorf
- 1997: Unser Charly – Schneegänse
- 1997: Frauenarzt Dr. Markus Merthin – Die Duftnase
- 1997: Liebling Kreuzberg – Schmerzensgeld
- 1998–1999: Am liebsten Marlene (5 Folgen)
- 1999: Bis zum Horizont und weiter
- 2000: Die Stille nach dem Schuss
- 2000: Fieber – Ärzte für das Leben (5 Folgen als Dirk Bachenheimer)
- 2001: Für alle Fälle Stefanie – Verwirrungen
- 2001: In aller Freundschaft – Der Traum vom Glück
- 2002: Liebesau – Die andere Heimat (4 Folgen)
- 2002: Wer liebt, hat Recht
- 2003: Wolffs Revier – Der dritte Mann
- 2004: SOKO Wismar – Trojanisches Pferd
- 2005: Olli (Kurzfilm)
- 2007: Tatort – Dornröschens Rache
- 2008: Die Brücke

## Hörspiele
- 2004: Die Umsiedlerin oder Das Leben auf dem Lande – Autor: Heiner Müller – Regie: Wolfgang Rindfleisch